# Patricia Lowin
 Patricia Lowin (* 30. März 1972) ist eine  Vortragsrednerin der Mainzer Fastnacht. Ihre Auftritte als „Emanze“, „Politesse“, „Loreley“, „Patros, die griechische Göttin“ oder „Türkin Ayse“ wurden über das Fernsehen überregional bekannt.
Die Zahnärztin hielt 1993 ihren ersten Vortrag beim Gonsenheimer Carneval-Verein, dem sie bis zum Jahr 2001 als Büttenrednerin verbunden blieb. In diesem erfolgte ihr erster größerer Fernsehauftritt als Rednerin in der Fernseh-Fastnachts-Gemeinschaftssitzung Mainz bleibt Mainz, wie es singt und lacht. Schon 1996 war Lowin mit dem « AZ-Jokus » der Allgemeinen Zeitung (Mainz) als Büttenrednerin ausgezeichnet worden. Nach einer Pause ab 2001 steht Lowin seit 2008, nun beim Flörsheimer Carneval Verein, wieder in der Bütt.
Besondere mediale Aufmerksamkeit erhielt Lowins 2012 bei der ARD im Rahmen der Sendung Frankfurt Helau übertragener knapp zehnminütiger karnevalistischer Auftritt als Türkin Ayşe. Der Landesausländerbeirat sprach von „Rassismus zur besten Sendezeit“ und verlangte eine Entschuldigung vom Hessischen Rundfunk. Diese erfolgte nicht.

## Auszeichnungen
- AZ-Jokus der Allgemeinen Zeitung (Mainz)

## Einzelbelege
1. ↑  https://www.bild.de/politik/inland/integration/karneval-eklat-bei-narrensitzung-schlechte-witze-auf-kosten-von-migranten-22550008.bild.html?wtmc=fb.off.share
2. ↑  — (Memento vom 13. Februar 2012 im Internet Archive)
3. ↑  Empörung über Türken-Witze in der ARD. In: sueddeutsche.de. 14. Februar 2012, abgerufen am 2. September 2018.
4. ↑  as/AFP: Türkische Medien kritisieren „Frankfurt Helau“: Karnevalssendung in der ARD „rassistisch“. In: Focus Online. 9. Februar 2012, abgerufen am 14. Oktober 2018.
5. ↑  https://www.bild.de/politik/inland/integration/karneval-eklat-bei-narrensitzung-schlechte-witze-auf-kosten-von-migranten-22550008.bild.html?wtmc=fb.off.share
6. ↑  Frankfurt Helau - nur unlustig oder rassistisch? In: fr.de. 19. Januar 2019, abgerufen am 30. Januar 2024.
7. ↑  AFP/fbr: Ausländerbeirat: "Rassismus zur besten Sendezeit" bei der ARD. In: welt.de. 10. Februar 2012, abgerufen am 7. Oktober 2018.
8. ↑  Hurriyet newspaper's Europe edition

| Personendaten    | Personendaten           |
| ---------------- | ----------------------- |
| NAME             | Lowin, Patricia         |
| KURZBESCHREIBUNG | deutsche Büttenrednerin |
| GEBURTSDATUM     | 30. März 1972           |